# Соединённые Штаты против изделия, состоящего из плюс-минус 50 000 картонных коробочек, содержащих по паре стучащих шариков
Соединённые Штаты против изделия, состоящего из плюс-минус 50 000 картонных коробочек, содержащих по паре стучащих шариков — решение Федерального окружного суда Западного округа Висконсина в отношении запрошенного правительством США ордера на изъятие и ликвидацию партии примерно 50 000 пар стучащих шариков в соответствии с Законом об опасных веществах, так как дети могли ударить себя шариками.
Вид оформления этого дела — подсудимый, являющийся объектом, а не физическим или юридическим лицом, — следствие того, что осуществлялось производство in rem (власть над объектами), а не привычное производство in personam

## Предыстория
В 1974 году в Менквоне, штат Висконсин, Служба маршалов США конфисковала партию «стучащих шариков» — игрушек, сделанных из двух твёрдых акриловых шаров, соединённых верёвкой, — со склада и опубликовала публичное объявление об изъятии в местной газете. Фирма Ace Novelty из Сиэтла, штат Вашингтон, востребовала груз и ходатайствовала против конфискации. Недовольство заключалось в том, что груз не был запрещённым опасным материалом согласно Закону об опасных веществах.

## Процесс
Изначально истец заявил, что делу было дано неверное имя, так как не была упомянута Комиссия по безопасности потребительских товаров США. Суд отклонил это заявление как необоснованное, указывая, что раздел 9 Закона об опасных веществах указывал, что все судебные разбирательства, связанные с исполнением закона, будут осуществляться от имени Соединённых Штатов.
Истец затем заявил, что применение закона не соответствует конституции, нарушая Пятую поправку к Конституции Соединённых Штатов и право на «должные полномочия [sic]» (в ориг. «due powers», подразумевается «due process», то есть справедливое разбирательство). Судья заявил о своей неуверенности в целях такой тактики защиты, так как об этом не было заявлено при первичном разборе дела, и потому суд не мог вынести по нему решения.
Прокурор заявил, что шарики были опасны согласно разделу 2 Закона об опасных материалах, что разъяснено в правилах Комиссии по безопасности потребительских товаров в разделе 16 Свода федеральных нормативных актов, статья 1500.18(a). Истец заявил, что они не были опасными согласно Закону об опасных веществах и что для стучащих шариков было сделано исключение в пункте 1500.86(a)(5). Тогда суд вынес решение, что правительство Соединённых Штатов имело право конфисковать груз согласно разделу 15 Закона как «механически опасный», так как он может нанести увечье при использовании детьми, что статья 1500.86(a)(5) обязывала истца самостоятельно доказывать безопасность игрушки (что сделано не было), и потому исключения из Закона не было. Суд постановил, что противоречий с законом нет, и выдал правительству Соединённых Штатов ордер на изъятие и ликвидацию груза.

## Наследие
Из-за своего названия дело считается забавным и получило дурную славу среди юристов, так как название подразумевает, что Соединённые Штаты подали в суд на картонные коробочки со стучащими шариками. Это было одним из трёх дел, которые Джон Оливер упомянул в своём шоу Last Week Tonight в эпизоде про конфискацию имущества вместе с Соединённые штаты против 124 700$ в американской валюте и Соединённые штаты против приблизительно 64 695 фунтов акульих плавников. Также был создан прецедент, согласно которому стучащие шарики стали считаться опасными, на который теперь ссылаются в делах, связанных с Законом об опасных материалах. Кроме того, юристы считают, что это дело может быть использовано как прецедент, если иные игрушки захотят признать незаконными.